# گارد ساحلی (فیلم ۲۰۰۲)
گارد ساحلی (به کره‌ای: 해안선) (به انگلیسی: The Coast Guard) فیلمی محصول کره جنوبی به کارگردانی کیم کی-دوک است که در سال ۲۰۰۲ منتشر شد. داستان در مورد اختلاف بین دو کره می‌باشد.

## داستان
داستان فیلم از آنجا آغاز می‌گردد که در مرز بین دو کره سربازان از ساحل مراقبت می‌کنند و «کنگ» و دوستش سرباز «کیم» در حالتی نامتعادل در مرز گشت می‌دهند. دو شب بعد «کنگ» با پیروی از دستورات روی مردی که از مرز عبور کرده آتش می‌گشاید و …

## جوایز
| سال  | جشنواره                             | بخش         | نامزدی     | نتیجه    | جایزه      | منبع  |
| ---- | ----------------------------------- | ----------- | ---------- | -------- | ---------- | ----- |
| ۲۰۰۳ | جشنواره فیلم کارلووی واری جمهوری چک | بهترین فیلم | کیم کی دوک | نامزدشده | گوی بلورین | [ ۱ ] |